# Ornithosuchidae
Az Ornithosuchidae a crurotarsi archosaurusok egyik  családja, amelybe négy, illetve két lábon járó húsevők tartoztak. Ezek az állatok földrajzilag igen elterjedtté váltak a triász időszak végére. Jelenleg három nemük ismert, az Ornithosuchus, a Venaticosuchus és a Riojasuchus.

## Fordítás
- Ez a szócikk részben vagy egészben  az   Ornithosuchidae című angol Wikipédia-szócikk ezen változatának fordításán alapul.  Az eredeti cikk szerkesztőit annak laptörténete sorolja fel. Ez a jelzés csupán a megfogalmazás eredetét és a szerzői jogokat jelzi, nem szolgál a cikkben szereplő információk forrásmegjelöléseként.